# Фрунзе (Минская область)
Фру́нзе (бел. Фру́нзе) — деревня в составе Демидовичского сельсовета Дзержинского района Минской области Беларуси. Деревня расположена в 26 километрах от Дзержинска, 46 километрах от Минска и 16 километрах от железнодорожной станции Фаниполь.

## История
Деревня известна с начала XX века, как деревня Козырево в составе Койдановской волости Минского уезда Минской губернии.
С 20 августа 1924 года деревня в составе Байдакского сельсовета (с 29 октября 1924 по 21 августа 1925 года назывался Ледниковским) Койдановского района Минского округа, с 23 марта 1932 года в составе Сталинского сельсовета (до 14 мая 1936 года — польском национальном с/с), с 29 июня 1932 года Койдановский район стал именоваться Дзержинским. 31 июля 1937 года Дзержинский польский национальный район был упразднён, территория сельсовета передана в состав Заславского района. С 20 февраля 1938 года деревня в составе Минской области, с 4 февраля 1939 года в составе восстановленного Дзержинского района. В 1926 году в Пацках насчитывается 20 дворов, 106 жителей.
В годы коллективизации был организован колхоз. В 1935 году деревня Козырево была переименована во Фрунзе в честь советского военачальника, участника событий Февральской революции в Минске Михаила Васильевича Фрунзе.
В годы Великой Отечественной войны была оккупирована немецко-фашистскими захватчиками, с 28 июня 1941 по 6 июля 1944 года, на фронте погиб 1 житель деревни. С 8 апреля 1957 года находится в составе Демидовичского сельсовета. В 1960 году входила в состав колхоза им. Фрунзе. В 1991 году насчитывается 48 хозяйств, 138 жителей. По состоянию на 2009 год в составе УП «Фрунзе», насчитывается 37 хозяйств, 96 жителей.

## Население
| Численность населения (по годам) | Численность населения (по годам) | Численность населения (по годам) | Численность населения (по годам) | Численность населения (по годам) | Численность населения (по годам) | Численность населения (по годам) | Численность населения (по годам) | Численность населения (по годам) |
| 1926                             | 1991                             | 1999                             | 2004                             | 2009                             | 2017                             | 2018                             | 2020                             | 2022                             |
| -------------------------------- | -------------------------------- | -------------------------------- | -------------------------------- | -------------------------------- | -------------------------------- | -------------------------------- | -------------------------------- | -------------------------------- |
| 106                              | ↗ 138                            | ↘ 102                            | ↘ 94                             | ↗ 96                             | ↘ 79                             | ↗ 80                             | → 80                             | ↘ 78                             |